# Florești
Florești é uma comuna romena localizada no distrito de Cluj, na região histórica da Transilvânia. A comuna possui uma área de 60.92 km² e sua população era de 8605 habitantes segundo o censo de 2007.